# قانون الحقوق المدنية لعام 1960
قانون الحقوق المدنية لعام 1960 (المشرع في السادس من مايو سنة 1960) هو قانون فيدرالي في الولايات المتحدة أقر إشرافًا فيدراليًا على الانتخابات المحلية لعملية تسجيل أصوات الناخبين وفرض عقوبات على كل من عطل محاولة شخص ما التسجيل للتصويت. كان الغرض الأساسي من هذا القانون هو التعامل مع القوانين والممارسات التمييزية في الجنوب الذي تنتشر فيه التفرقة، والذي حرم فيه الأمريكيون من أصل أفريقي والمكسيكيون من أصل مكسيكي منذ أواخر القرن التاسع عشر وبداية القرن العشرين من حقهم. كان القانون الخامس للحقوق المدنية الذي يسن في تاريخ الولايات المتحدة. على مدى 85 عامًا، لم يسبق هذا القانون سوى قانون الحقوق المدنية لعام 1957، الذي أثرت أوجه النقص فيه على إنشاء خلفه. ساعد على إنفاذ ما نص عليه قانون عام 1957 بمزيد من الفعالية من خلال إزالة بعض الثغرات الموجودة فيه، ووضع أحكام إضافية. إلى جانب تناول حقوق التصويت، فرض قانون الحقوق المدنية لعام 1960 أيضًا عقوبات جنائية على عرقلة أوامر المحاكم للحد من مقاومة قرارات المحكمة العليا المتعلقة بإلغاء الفصل في المدارس، واتخاذ ترتيبات للتعليم المجاني لأطفال العسكريين، وحظر الفرار لتجنب الملاحقة القضائية بسبب الأضرار التي لحقت بالممتلكات. وقع الرئيس دوايت د. أيزنهاور على تشريع قانون الحقوق المدنية لعام 1960.

## خلفية

### عصر إعادة الإعمار
في التاريخ الأمريكي، امتدت فترة إعادة الإعمار بين عامي 1865 و1877 بعد نهاية الحرب الأهلية الأمريكية. تميزت هذه الفترة بمحاولات مختلفة لمعالجة أوجه الإجحاف المفروضة على الأمريكيين من أصل أفريقي والتي تمثلت بالرق. نتيجة لذلك، صُدّق عليه التعديلات الثالثة عشرة والرابعة عشرة والخامسة عشرة لدستور الولايات المتحدة. أنشئت هذه التعديلات لإعطاء الأمريكيين من أصل أفريقي نفس الحقوق المدنية التي يتمتع بها الأمريكيون البيض، ويشار إليها جميعًا بتعديلات إعادة الإعمار. شهدت تلك الفترة الزمنية بدايات حركة الحقوق المدنية.

### منتصف فترة إعادة الإعمار وما بعدها
بحلول عام 1873، بدأت قرارات المحكمة العليا في الحد من نطاق التشريع الخاص بإعادة الإعمار، ولجأ العديد من البيض إلى الترهيب والعنف لتقويض حقوق الأميركيين الأفارقة في التصويت. حدد «حل الوسط لعام 1877»، وهو اتفاق غير رسمي لحل نزاع سياسي، نهاية عصر الإعمار. توقف الديمقراطيون الجنوبيون إلى حد كبير عن الالتزام بأحكام تشريعات إعادة الإعمار، ما أفضى عن التدخل في ممارسات التصويت في الجنوب التي دفعت إلى حرمان الناخبين الأميركيين من أصل أفريقي على نطاق واسع. أصدرت قوانين جيم كرو خلال القرن التاسع عشر، وعملت على منع أصوات الأمريكيين الأفارقة، وحظرت الاندماج في المرافق العامة مثل المدارس، ومنعت الزواج بين الأعراق في الجنوب. أدى سن تلك القوانين إلى تقويض التقدم نحو المساواة الذي أحرز خلال فترة إعادة الإعمار.

### الرأي العام
خلال الخمسينيات، كان الرأي العام الغالب العام في الولايات المتحدة لا يزال يتسم بالموقف المقاوم تجاه إلغاء التمييز والمساواة العرقية، لا سيما في الجنوب. مع ذلك، فقد بدأ ناشطون ومناصرو حركة الحقوق المدنية، في أواخر العقد، بالضغط على الكونغرس لسن تشريع من شأنه أن يحمي الحقوق المدنية الدستورية للأميركيين من أصل أفريقي على نحو أكثر فعالية.

### قضية براون ضد المجلس التربو
في 17 مايو سنة 1954، أعلنت المحكمة العليا بالإجماع عدم دستورية الفصل العنصري داخل المدارس. كانت هذه هي النتيجة النهائية لقضية براون ضد المجلس التربوي.
فيما بعد، سعى الزعماء السياسيون من ذوي البشرة البيضاء إلى تحدي القرار. وصف عضو مجلس الشيوخ هاري بيرد ممثل ولاية فيرجينيا، رئيس تنظيم بيرد السياسي (أكثر المنظمات السياسية تأثيرا في فرجينيا)، القرار بأنه «أخطر ضربة وجهت إلى الآن ضد حقوق الولايات المتحدة، في مسألة تؤثر بشكل حيوي على سلطتها ورفاهها». بعد سنتين من القرار، جمع عضو مجلس الشيوخ بيرد نحو 100 توقيع من السياسيين الجنوبيين على البيان الجنوبي (إعلان المبادئ الدستورية)، في اتفاق على تحدي القرار. في 25 فبراير 1956، اعتزم قيامه بمقاومة شديدة من خلال طرح مجموعة من القوانين التي وضعت في جهود لعرقلة التكامل الحاصل.
بعيدًا عن الساسة، حشدت مجموعات كبيرة من الأميركيين الجنوبيين من ذوي البشرة البيضاء الجهود الرامية إلى منع التكامل. وت بعض المواطنين البيض لتعليم أطفالهم من خلال مجمعات تعليمية خاصة، والتي اشتغلت بدايةً من الأموال العامة إلى أن قررت المحكمة خطأ ذلك الفعل. استخدم بعض هؤلاء المواطنين العنف أيضًا لترويع العائلات السوداء.

### قانون الحقوق المدنية لعام 1957
بحلول عام 1957، كان نحو 20% فقط من الأميركيين من أصل أفريقي مسجلين للتصويت، يرجع ذلك إلى حد كبير للحرمان الذي كانوا يواجهونه. في تلك السنة، أرسل الرئيس أيزنهاور إلى الكونغرس مقترحًا بشأن تشريعات الحقوق المدنية. نتيجة لذلك، سن المؤتمر الخامس والثمانون قانون الحقوق المدنية لعام 1957. كان ذلك أول قانون فيدرالي للحقوق المدنية يسن منذ قانون الحقوق المدنية لسنة 1875، وكان أول تشريع رئيسي للحقوق المدنية يشرعه الكونغرس. في 9 سبتمبر سنة 1957، وقع الرئيس دوايت د. أيزنهاور على تشريع قانون الحقوق المدنية لعام 1960.
ي حين أن قانون عام 1957 يهدف إلى إنفاذ حقوق تصويت الأمريكيين من أصل أفريقي المنصوص عليها في التعديل الخامس عشر لدستور الولايات المتحدة، إلا أنه يتضمن عدة ثغرات تسمح لمقاومي الحقوق المدنية بمواصلة منع الأقليات من ممارسة حقها في التصويت. واصلت الولايات الجنوبية التمييز ضد الأمريكيين من أصل أفريقي فيما يخص قوائم التسجيل الانتخابية والقوانين الانتخابية، وفي الفصل في المدارس والمرافق العامة، وفي التوظيف، على الرغم مما فرضه القانون. بما أن القانون لم يحل هذه المسائل، فإن نتائجه سلطت الضوء على الحاجة إلى تحسين التشريعات المتعلقة بالحقوق المدنية، والتي تم الوفاء بها جزئيًا في وقت لاحق بموجب قانون الحقوق المدنية لعام 1960.

## التدخل الرئاسي

### الرئيس دوايت د. أيزنهاور
قرب نهاية فترة رئاسته، أيد الرئيس أيزنهاور علنًا تشريع الحقوق المدنية. في رسالته إلى الكونغرس في 5 فبراير سنة 1959، دعا إلى مزيد من التقدم فيها، ذاكرًا أن «لكل فرد، بصرف النظر عن عرقه أو دينه أو أصله القومي، الحق في الحماية المتساوية أمام القوانين». في هذه الرسالة، اقترح تفويضًا شمل سبع توصيات لحماية الحقوق المدنية، على النحو الوارد أدناه:
- تعزيز القوانين التي من شأنها القضاء على التهديدات بعرقلة أوامر المحاكم في القضايا الهادفة إلى إزالة التفرقة العنصرية في المدارس.
- منح المزيد من صلاحيات التحقيق لمكتب التحقيقات الفيدرالي في الجرائم المتعلقة بتخريب المدارس أو الكنائس
- منح النائب العام سلطة التحقيق في سجلات الانتخابات الفيدرالية.
- توفير برنامج مؤقت للمعونة للوكالات للمساعدة على إدخال التغييرات اللازمة لاتخاذ قرارات إزالة التفرقة العنصرية في المدارس.
- الإذن بتوفير التعليم لأبناء القوات المسلحة
- النظر في إنشاء لجنة قانونية معنية بتكافؤ فرص العمل في إطار العقود الحكومية (التي فوضت لاحقًا في قانون الحقوق المدنية لعام 1964 لإنشاء لجنة تكافؤ فرص العمل).
- تمديد عمل لجنة الحقوق المدنية سنتين إضافيتين.[7]